# قارچ‌های کیسه‌ای
قارچ‌های کیسه‌ای (نام علمی: Ascomycota) نام یک شاخه از فرمانرو قارچ و زیرفرمانرو دوهستگان است مانند نوعی قارچ برنج (ژیبرلا فوجیکوری). شاخه دیگر قارچ‌های چتری هستند. نوسپوراکراسا و ساکارومیسس کپک اسکومیست اند و هاپلوئید اند ساختارهای تولید مثلی آن‌ها آسک است دارای گونه خاک زی دریازی یا ساکن در آب شیرین (حدود ۳۰۰۰۰گونه‌اند) هاگ‌های آن با تقسیم میتوز می‌آیند و معمولاً به روش غیر جنسی تولید مثل می‌کنند کپک نوسپوراکراسا گونه مورد مطالعه ادوارد بیدل و جورج تیتوم بود آن‌ها با رویکرد جدیدی وارد عرضه پژوهش‌های ژنتیک شدند و جهش‌های مربوط به ژن‌های کنترل‌کننده واکنش‌های مهم متابولیک از قبیل تولید آمینواسید و ویتامین را بررسی کردند.